# Luc Siméon Auguste Dagobert
Luc Siméon Auguste Dagobert de Fontenille (La Chapelle-en-Juger, 8 maart 1736 - Puigcerdà, 18 april 1794) was een Franse generaal.
Dagobert was onderluitenant tijdens de Zevenjarige Oorlog. Tijdens de revolutionaire oorlogen diende hij in 1792 aan het Italiaans front. Begin 1973 diende hij onder generaal de Flers aan het Spaanse front. Op 30 juni kon hij een Spaanse aanval op Perpignan verijdelen en werd hij in de plaats van de Flers benoemd tot bevelhebber van het leger van de oostelijke Pyreneeën. Na aanvankelijke successen, waaronder de Slag bij Mont-Louis op 4 september 1793, werd hij op 27 september verslagen door een Spaans leger geleid door generaal Ricardos. Hierop werd hij ontslagen en moest zich in Parijs verantwoorden voor zijn acties. Hij zat een tijdlang gevangen, werd vrijgelaten en kreeg een nieuwe aanstelling. Vanuit Perpignan leidde hij in maart 1794 de Franse invasie van Catalonië maar stierf er aan een ziekte.

## Onderscheidingen
Zijn naam is een van de 660 gegraveerd op de Arc de Triomphe in Parijs (westelijke pijler, kolom 33).

## Afbeeldingen

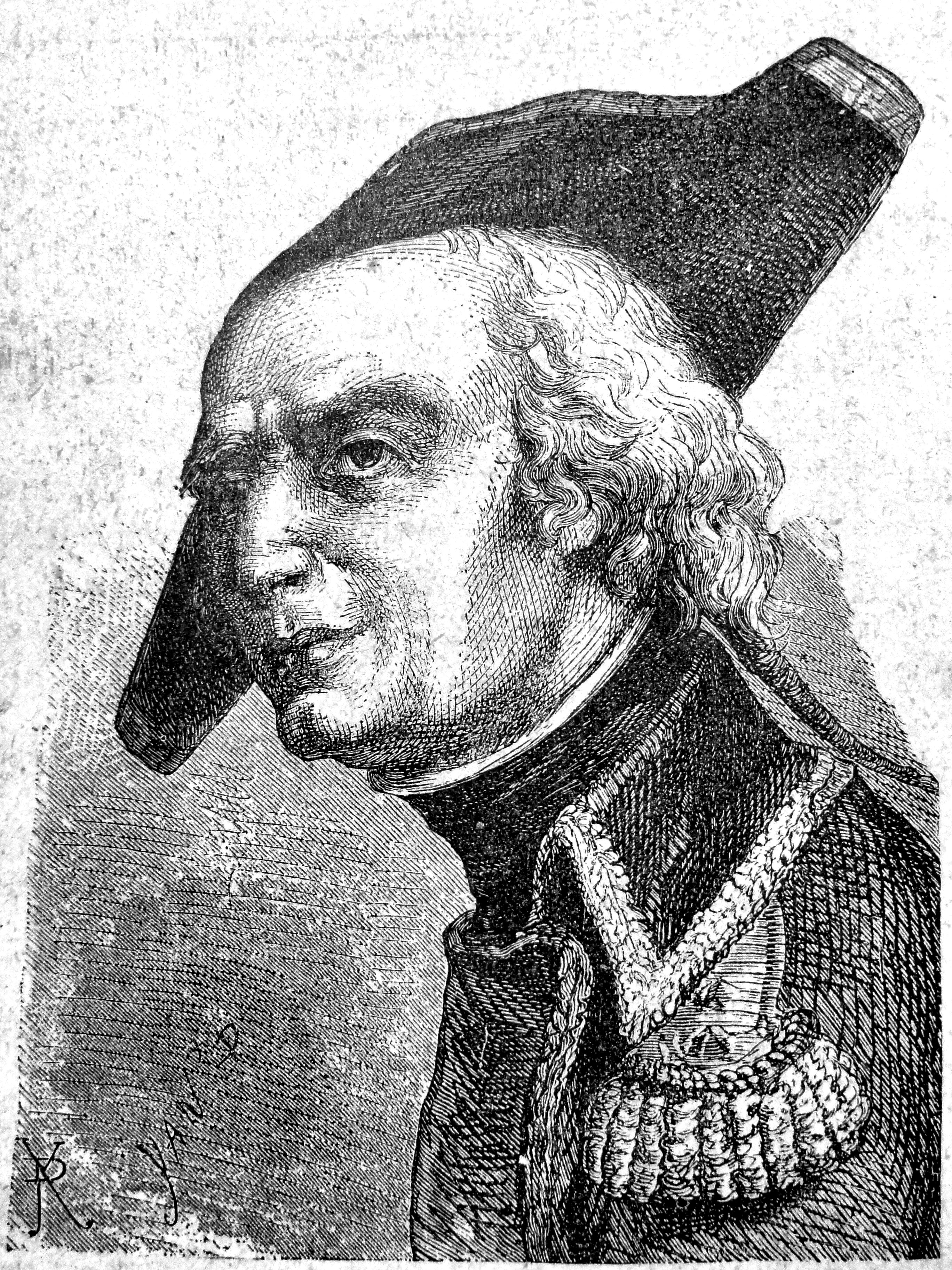
Generaal Dagobert (Album du Centenaire)
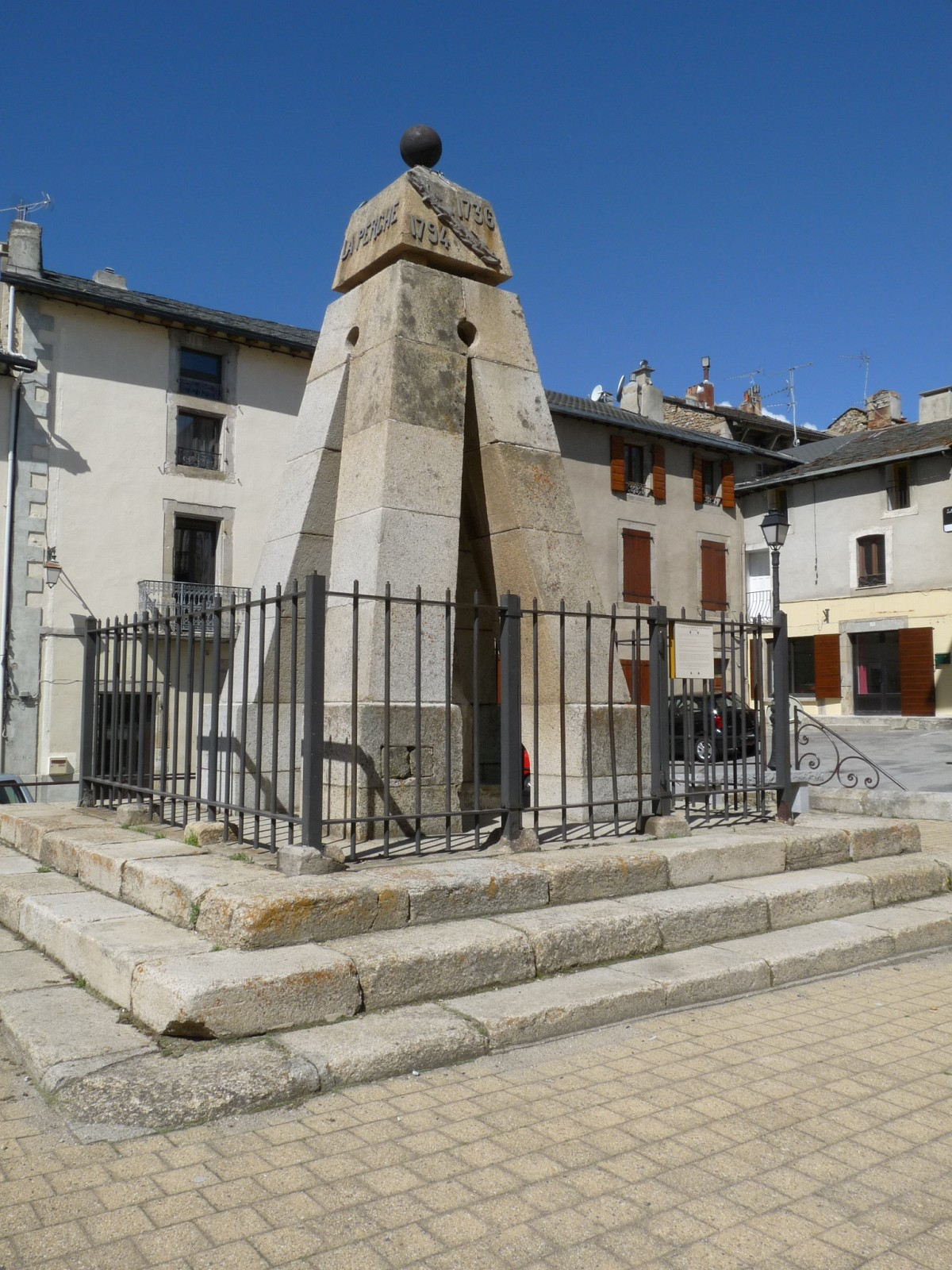
Monument voor generaal Dagobert in Mont-Louis